# 스콘

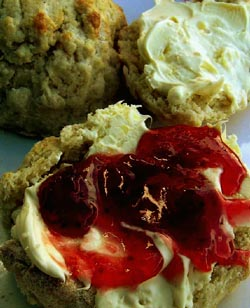
클로티드 크림과 딸기잼이 들어간 스콘. 흔히 크림 티와 함께 먹는다.

스콘(영어: scone)은 스코틀랜드에서 기원한 영국식 소형 퀵 브레드이다. 보통, 밀, 보리, 오트밀을 재료로 하여, 베이킹파우더를 팽창제(발효소) 삼아 써서 만든다. 스콘은 크림 티(다른 말로 데본셔 티)의 기본 구성 요소이다.
상업적으로 판매되는 스콘은 일반적으로 둥근 모양이다. 집에서 구워지는 스콘은 삼각형, 원형, 입방체 등 여러 다양한 모양이다. 많은 사람들이 집에서 스콘을 만들 때는 요리책을 보고 만들기 보다 집안 고유의 방법을 따른다.

## 명칭 및 어원
영국의 각 지방에서 사람들은 "scone"이란 단어를 각양각색의 발음으로 발음한다. 한 학술조사에 따르면, 영국 사람의 2/3, 스코틀랜드 사람의 99%가 "scone"을 /skɒn/(스콘)이라 발음한다고 한다. "con"이나 "John"과 같은 모음 발음이다. 나머지 사람들은 /skəʊn/(스콘)이라 발음한다고 한다. "cone", "Joan"과 같은 모음 발음이다. 영국식 영어 사전에서는 보통 "con"을 적절한 발음이라고 제시하고 있으나, "cone" 식의 발음도 존재한다고 적고 있다.
《Oxford English Dictionary》에 따르면, 단어 "scone"은 중세 네덜란드어 "schoonbrood"에서 유래했다고 한다. (고운 흰 빵의 뜻) 여기서 "schoon"은 (깨끗한, 순수한)의 뜻이고, "brood"는 (빵)이라는 뜻이다. 일반적인 영어 사용에 "scone"이란 단어가 들어오기 오래전에 이미 스코트어에 유입된 것으로 보인다. 1513년의 스코트어 시 한 수가 이 단어를 사용하고 있다;

## 역사

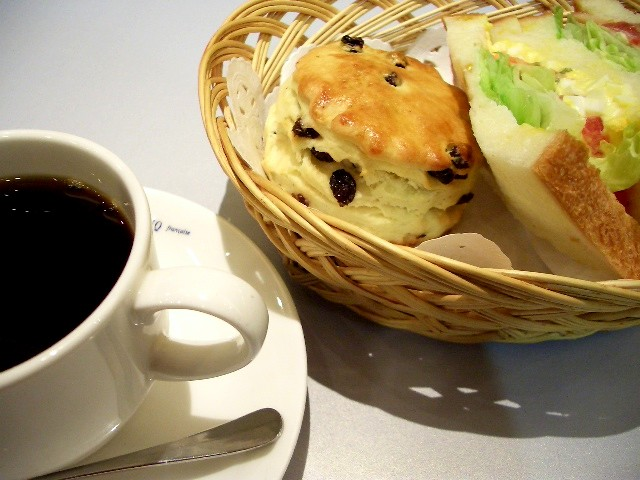
스콘과 커피

초창기 스콘은 납작하고 둥그스름한 모양이고 작은 접시만한 크기였다. 팽창제(발효소)가 들어가지 않은 귀리를 가지고서 번철(griddle, 과자 등을 굽는 판) 위에서 구어냈다. (스코트어로 girdle이라 하였다.) 구운 스콘은 면이 삼각형인 4면체로 잘라 먹었다. 오늘날, 사람들은 크기가 큰 둥근 케이크를 "배넉"(bannock)이라 부르고 4면체를 "스콘"(scones)라 부른다. 스코틀랜드에서는 이 단어를 서로 바꿔 쓰기도 한다.
베이킹파우더가 대중에게 널리 알려지자, 스콘은 오늘날 우리가 알고 있는 오븐에서 구워지는 빵, 발효시킨 빵으로 변화하였다.
오늘날, 스콘은 영국 베이커리, 식료품점, 슈퍼마켓에서 구입할 수 있다. 2005년 시장 조사 보고서에 따르면, 영국의 스콘 시장은 6천 4백만 파운드에 달하는 것으로 추정되었다. 이는 지난 5년에 비해 9% 늘어난 수치이며, 소비자들이 간편하고 충동적으로 구매할 수 있는 음식을 선호하는 경향이 늘어났기 때문으로 분석되었다.

## 세계 각지의 스콘

### 영국

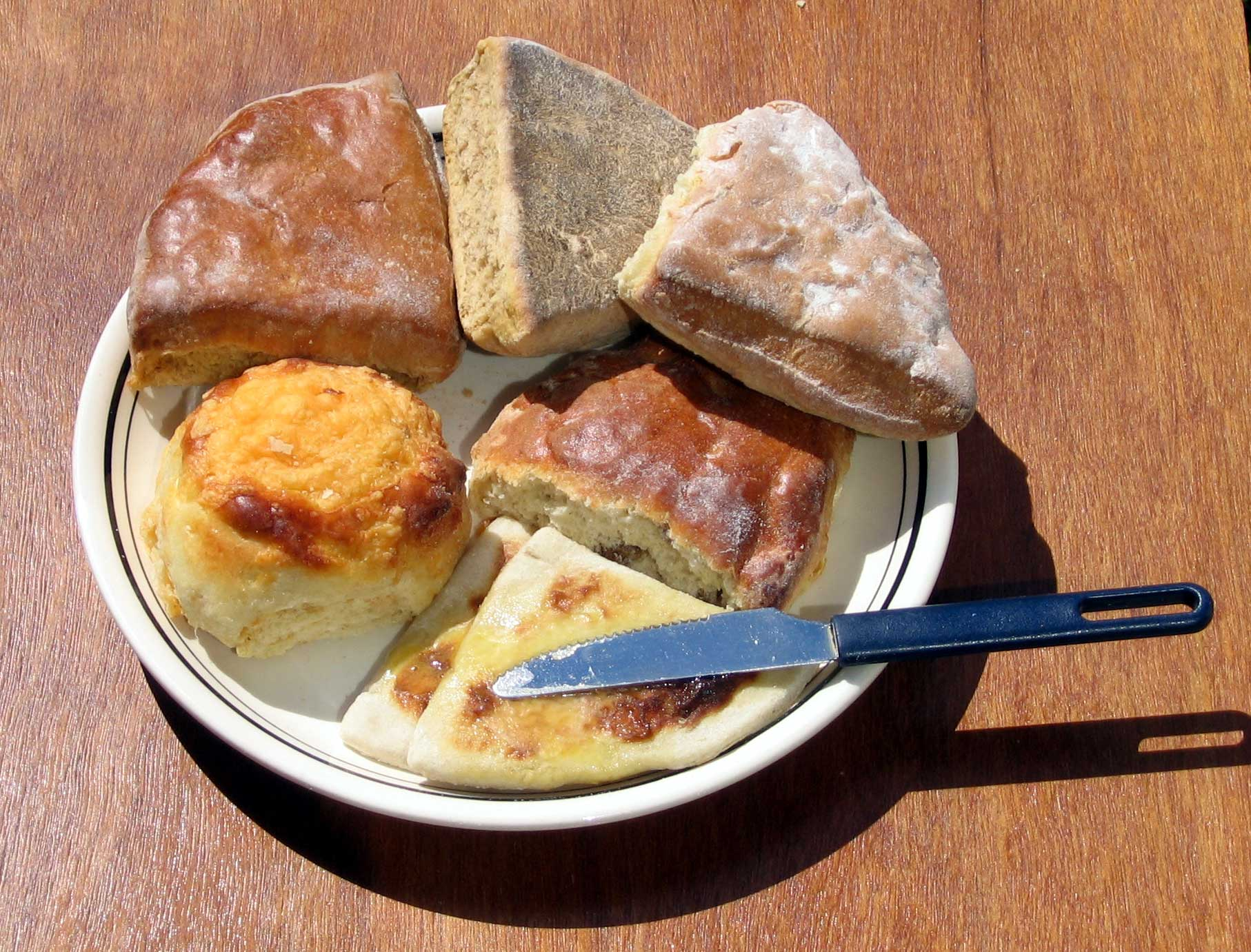
밑에서부터 시계방향으로. 핫 버터드 감자 스콘. 치즈 스콘, (2x) 샤이니 앤드 플랫 당밀 스콘. 밀크 스콘, (밀크 스콘 아래) 과일 스콘.

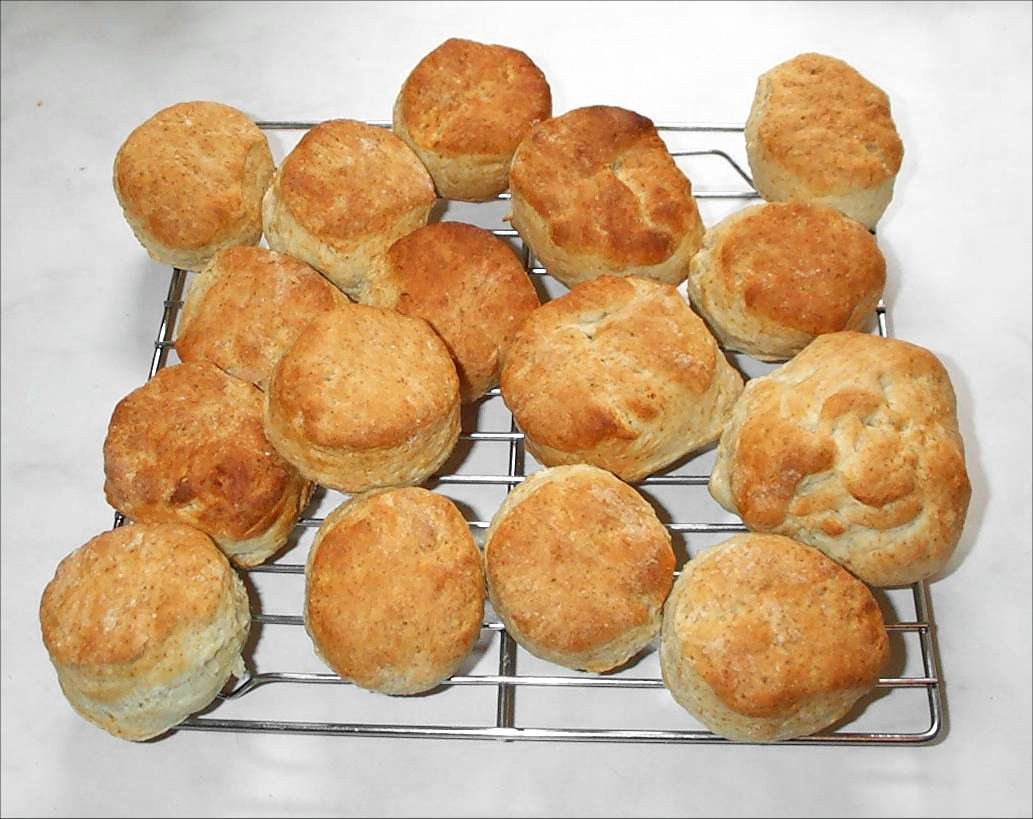
영국식 홈메이드 버터밀크 스콘.

영국식 스콘에는 당류가 조금밖에 안 들어간다. 하지만 짭짤한 맛이 나기도 한다. 향신료(savoury, umami)가 들어가기도 한다. 때때로 영국식 스콘에는 건포도, 잔테 커런트(달콤하고 씨 없는 건포도), 치즈, 대추야자가 들어간다. 스코틀랜드 및 얼스터에는, "소다 스콘"(soda scone)이라 이름 붙은 짭짤한 스콘이 있다. 이것을 보통 소다 팔 (farl, 연맥•밀가루로 살짝 구워 만든 둥근 케이크의 일종)이라고도 부르기도 한다. 스코틀랜드에는 감자 스콘도 있다. 감자 스콘은 보통 타티 스콘(tattie scone)이라고 부른다. 타티 스콘은 감자 가루로 만든 작고 납작한 팬케이크를 닮았다. 유대식 랏케(latke)를 닮기도 하였다. 감자 스콘은 스코틀랜드식 아침 정찬이나 얼스터 프라이에 튀겨 함께 내기도 한다.
"드롭 스콘"(drop scone), "드롭트 스콘"(dropped scone)이란 것도 있는데, 반죽을 번철(과자 등을굽는 판)이나 프라이팬에 떨궈서 튀기는 스콘이다.
스콘은 잉글랜드 및 스코틀랜드에서 뿐만 아니라 아일랜드섬에서도 인기가 높다. 카페 유럽에서 아일랜드는 스콘을 자국을 대표하는 음식으로 선정하였다. (영국은 쇼트브레드를 선정하였다.)
둥근 모양의 영국식 스콘은 북미의 비스킷과 모양이 비슷하다. 영국식 스콘은 부서지기 쉬운 반면, 북미의 비스킷은 조각나기 쉽다. 영국식 스콘은 콜드 버터가 사용되어 섬세하고 부숴지기 쉬운 겉껍질을 갖는다. 반면, 북미의 비스킷은 쇼트닝을 쓰기 때문에 조각나기가 쉽다. 스콘은 커피나 차와 함께 후식으로 먹지만, 비스킷은 아침 식사와 함께 사이드 브레드(side bread)로 먹는다.

### 북미

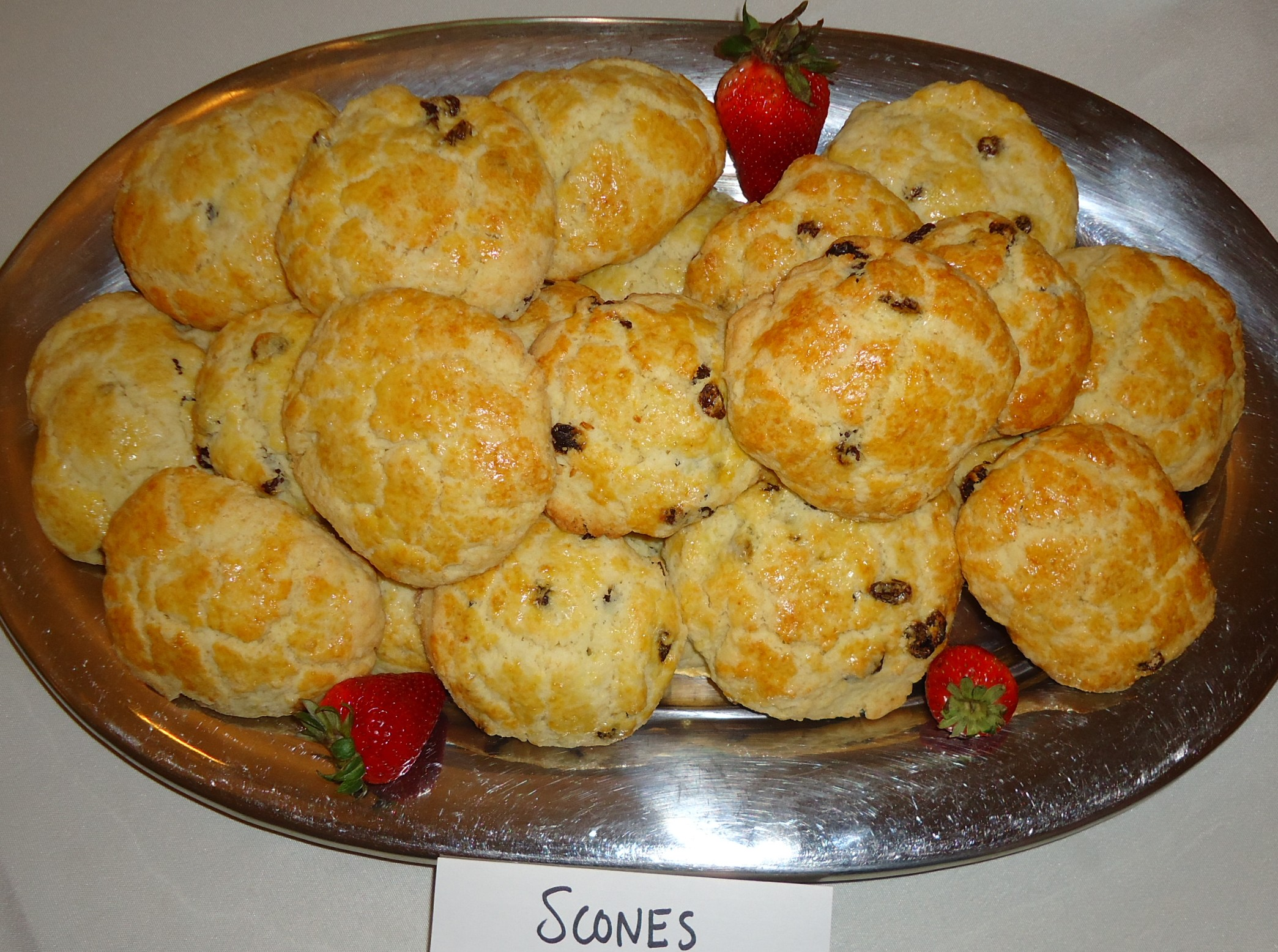
북미식 스콘과 딸기

미국식 스콘은 비교적 좀 더 딱딱하고, 크고, 달콤하다. 미국에서는 스콘이 커피 판매점에서 널리 판매된다. 넌출월귤, 견과, 블루베리, 초콜릿 칩 등이 들어간 스콘이 판매된다. 스마티즈 (네슬레), M&M's 같은 미국 고유의 스콘 속이 등장하기도 하였다. 장미, 제비꽃, 재스민, 라벤더, 오렌지 꽃 같은 꽃향기를 담은 스콘 믹스가 판매되기도 한다.
미국의 서부 산악 지방, 특히 유타주 및 아이다호주에서는 "scone"은 튀긴 납작한 빵류를 일컫는 말로 쓰인다. 나바호 타코의 기본으로 같이 내기도 하며, 스콘 자체만을 벌꿀 버터와 함께 내기도 한다. 프라이브레드나 소파이피야와 비슷한 요리이다.
최근 등장한 스콘으로서는 "레모네이드 스콘"이 있다. 버터와 우유를 쓰지 않고 대신 레모네이드와 크림을 썼다. 계피나 양귀비씨 등의 향료가 들어가기도 한다.
캐나다 내에서는, 브리티시컬럼비아주 같은 서부 태평양 연안 주에서 스콘이 널리 사랑받는다. 베이커리나 일반 그로서리 스토어에서 스콘이 팔린다.

### 남미
스콘은 아르헨티나 내에서도 인기 높다. (아일랜드계, 영국계, 파타고니아의 웨일스계 이민자들이 스콘 요리법을 가져왔다.).  이 지역 사람들은 스콘을 차, 커피, 마테와 함께 먹는다.

### 호주와 뉴질랜드
호박 스콘은 오스트레일리아식 스콘 변종이다. 오스트레일리아 내에서 인기가 높으며, 특히 오스트레일리아의 정치가 Florence Bjelke-Petersen가 집에서 만들어 먹는다고 하여 인기가 높아졌다.
그리들 스콘은 굽는 대신 기름에 프라이(fried)하는 스콘이다. 번철(griddle)을 스코트어로는 거들(girdle)이라고 한다. 그런 까닭으로 그리들 스콘은 거들 스콘이라고도 부른다. 그리드 스콘은 뉴질랜드에서 유명하다. 전통 뉴질랜드 요리 중 일부가 되었다.

### 기타
일부 국가에서는 짭짤한 변종 스콘을 볼 수 있다. 치즈, 양파, 베이컨 등으로 토핑된 스콘이다.

## 대중문화 내에서의 스콘
- 스콘은 스크루지 맥덕(Scrooge McDuck)이 가장 즐겨먹는 음식이다. (스크루지 맥덕이 스코틀랜드 출신인 까닭이다.)[10]

## 같이 보기
- 배넉
- 비스킷
- 크림 티
- 항얀벵